# ريتشارد موليغان
ريتشارد موليغان (بالإنجليزية: Richard Mulligan)‏ هو ممثل أمريكي، ولد في 13 نوفمبر 1932 بذا برونكس في الولايات المتحدة، وتوفي في 26 سبتمبر 2000 بلوس أنجلوس في الولايات المتحدة. من الجوائز التي نالها جائزة المسرح العالمي سنة 1966.

## أعمال

### أفلام
- (1988) أوليفر وشركاه[5][6][7][8]

### مسلسلات
- إمبتي نيست

## جوائز
- جائزة المسرح العالمي (1966)

## وصلات خارجية
- ريتشارد موليغان على موقع IMDb (الإنجليزية)
- ريتشارد موليغان على موقع قاعدة بيانات برودواي على الإنترنت (الإنجليزية)
- ريتشارد موليغان على موقع قاعدة بيانات الأفلام السويدية (السويدية)
- ريتشارد موليغان على موقع إن إن دي بي (الإنجليزية)
- ريتشارد موليغان على موقع ديسكوغز (الإنجليزية)
- ريتشارد موليغان على موقع قاعدة بيانات الفيلم (الإنجليزية)